# Cwmbrân Town Association Football Club
Cwmbrân Town A.F.C. é uma equipe galês de futebol com sede em Cwmbrân. Disputa a primeira divisão de País de Gales (Campeonato Galês de Futebol).
Seus jogos são mandados no Cwmbran Stadium, que possui capacidade para 10.500 espectadores.

## História
O Cwmbrân Town A.F.C. foi fundado em 1951.